# Enséñame a querer
Enséñame a querer é uma telenovela venezuelana exibida em 1998 pela Venevisión.

## Elenco
- Lilibeth Morillo - Adriana
- Deyalit López - Emilia
- Roberto Vander - Rafael
- Gigi Zanchetta - Yadira
- Juan Carlos Vivas - Domingo
- Asdrúbal Blanco - Franklin
- Félix Loreto - Eustaquio
- Carolina López - Victoria